# Tiende probleem van Hilbert
Het tiende probleem van Hilbert is het tiende op de lijst van 23 problemen van Hilbert, een agenda voor de wiskunde van de 20e eeuw, die in 1900 door de Duitse wiskundige David Hilbert werd opgesteld. De formulering van het tiende probleem van Hilbert is als volgt:

Gegeven een diofantische vergelijking met een willekeurig aantal variabelen en met geheeltallige coëfficiënten. 
 Stel een methode op waarmee in een eindig aantal stappen kan worden bepaald of er gehele getallen zijn die aan de vergelijking voldoen.

Een diofantische vergelijking is een vergelijking van de vorm
{\displaystyle p(x_{1},x_{2},\ldots ,x_{n})=0,}
waarin {\displaystyle p} een polynoom is met geheeltallige coëfficiënten. Het duurde vele jaren voor het probleem werd opgelost. Het antwoord op de gestelde vraag bleek negatief te zijn. Tegenwoordig is bekend dat er voor het algemene geval niet een dergelijke algoritme bestaat. Dit resultaat is het gecombineerde werk van Martin Davis, Joeri Matijasevitsj, Hilary Putnam en Julia Robinson.